# Società Sportiva Serenissima 1932-1933
Questa pagina raccoglie i dati riguardanti la Società Sportiva Serenissima nelle competizioni ufficiali della stagione 1932-1933.

## Rosa
| N. |                   | Ruolo | Calciatore            |
| -- | ----------------- | ----- | --------------------- |
|    | Italia (bandiera) | A     | Alessandro Astolfi    |
|    | Italia (bandiera) | C     | Giovanni Baccaglini   |
|    | Italia (bandiera) | D     | Angelo Bianchi        |
|    | Italia (bandiera) | D     | Filiberto Borin (III) |
|    | Italia (bandiera) | C     | Giovanni Borin (II)   |
|    | Italia (bandiera) | A     | Romolo Celant         |
|    | Italia (bandiera) | A     | Alfredo Di Bello      |
|    | Italia (bandiera) | A     | Guido Donaglio        |
|    | Italia (bandiera) | A     | Alfredo Giuge         |

| N. |                   | Ruolo | Calciatore       |
| -- | ----------------- | ----- | ---------------- |
|    | Italia (bandiera) | A     | Aldo Gorini      |
|    | Italia (bandiera) | A     | Giovanni Gravisi |
|    | Italia (bandiera) | C     | Gino Lamon       |
|    | Italia (bandiera) | D     | Giovanni Mion    |
|    | Italia (bandiera) | P     | Secondo Roggero  |
|    | Italia (bandiera) | A     | Piero Rossi      |
|    | Italia (bandiera) | D     | Luigi Stivanello |
|    | Italia (bandiera) | C     | Alberto Valotto  |